# Heimiswil
Heimiswil es una comuna suiza del cantón de Berna, situada en el distrito administrativo del Emmental. Limita al norte con la comuna de Wynigen, al este con Affoltern im Emmental, al sureste con Rüegsau, al suroeste con Hasle bei Burgdorf, y al oeste con Burgdorf.
Hasta el 31 de diciembre de 2009 situada en el distrito de Burgdorf.